# Perkins Bass
Perkins Bass, född 6 oktober 1912 i Walpole i Massachusetts, död 25 oktober 2011 i Peterborough i New Hampshire, var en amerikansk advokat och politiker (republikan). Bass studerade vid Dartmouth College och Harvard Law School samt deltog i andra världskriget i United States Army Air Forces. Han var ledamot av USA:s representanthus 1955–1963.
Kongressledamot Norris Cotton avgick 1954 för att tillträda som ledamot av USA:s senat. Bass efterträdde 1955 Cotton i representanthuset och efterträddes 1963 av James Colgate Cleveland.
Bass grav finns på Pine Hill Cemetery i Peterborough i New Hampshire. Fadern Robert P. Bass var New Hampshires guvernör 1911–1913 och sonen Charles Bass var ledamot av USA:s representanthus 1995–2007 samt 2011–2013.